# Tekken Card Challenge
Tekken Card Challenge (鉄拳 カード チャレンジ, Tekken Kādo Charenji) é um jogo de luta da Namco, lançado para o WonderSwan. Ele usa os personagens de Tekken 3, acrescentando com um persongem exclusivo para o jogo, Crow.

## Jogabilidade
Tekken Card Challenge utiliza um sistema semelhante ao seu homólogo Pokémon. Dois adversários lutam ao mesmo tempo, com vários cartões para diversas manobras e um total de 100 pontos HP de danos de acumulação.  O jogador começa com com quatro cartas, usando mais com o prosseguimento do duelo. O sistema de batalha é semelhante ao Yu-Gi-Oh! Em que os três tipos de cartões se executam um pedra, papel e tesoura padrão. Os cartões de ataque são jogados uns contra os outros para comparar valores, com o perdedor sendo descartado e reduzindo HP, um cartão de ataque jogado contra um de defesa se anula (exceto no caso de um contra-ataque), e duas cartas de defesa se anulam mutuamente. Há também um sistema menores de malabarismos aéreos, o que pode ser bastante prejudicial, dada a ordem correta das cartas.
Tekken Card Challenge oferece também ao jogador uma grande variedade de modos de jogo.  Existe um modo de ligação presente, 1-jogador batalha, e (o modo principal) Adventure, que permite ao jogador destravar personagens duelando com os adversários.  No Adventure Mode, é dado ao jogador um personagem em sprite num ambiente que s epassa num lugar em quadrados de grades de 15 x 15 para percorrer. O ponto de cada etapa é a derrota de cada "duelista" dendo números limitados de passos e ganhando entrada para a saída.

## Personagens
- Anna Williams
- Bryan Fury
- Crow
- Eddy Gordo
- Forest Law
- Gun Jack
- Heihachi Mishima
- Hwoarang
- Panda
- Paul Phoenix
- Jin Kazama
- Julia Chang
- King
- Kuma
- Lei Wulong
- Ling Xiaoyu
- Mokujin
- Nina Williams
- Ogre ou Toshin no Japão (não jogável)
- Yoshimitsu